# Самуил Зборовский, идущий на казнь
«Самуил Зборовский, идущий на казнь» (пол. Samuel Zborowski prowadzony na śmierć) — картина польского художника Яна Матейко, созданная в 1860 году. Хранится в Доме Яна Матейко в Кракове.
Матейко изобразил Самуила Зборовского, польского магната, приговорённого к смерти за мятеж, идущим к месту казни. Зборовский был обезглавлен в Кракове в 1584 году. На тот же сюжет Матейко создал картину «Ян Замойский готовится объявить смертный приговор Зборовскому» (примерно 1860 год).